# 雄武町
雄武町（日语：／ Ōmu chō */?）位於北海道鄂霍次克綜合振興局西北部，接鄰上川綜合振興局和宗谷綜合振興局，東鄰鄂霍次克海。當地以酪農業、林業和漁業為主，漁獲包括扇貝、鮭魚、螃蟹等。
町名源自阿伊努語的「o-mu-i」，意思為堵塞的河口。也有一種說法是因為雄武川的河口被風和洋流帶來的沙子堵住而得名。

## 歷史
- 1900年：設置雄武外3村戶長役場。
- 1915年4月1日：紋別郡雄武村、幌內村、澤木村合併成立為二級村雄武村。[3]
- 1948年10月1日：改制為雄武町。

## 氣候
當地屬於濕潤大陸性氣候，年溫差和日溫差相當大。町內的降雪量也很大，和周邊的村落一同被指定為豪雪地帶。 與被山岳地帶包圍的道央等地相比，雄武町面向鄂霍次克海的沿岸降雪量較少。

## 交通

### 機場
- 紋別機場 （位於紋別市）

### 鐵路
- 過去曾經有興濱南線通過轄區，現已廢線。

### 道路
| 一般國道 - 國道238號 主要地方道 - 北海道道49號美深雄武線 - 北海道道60號下川雄武線 - 北海道道137號遠輕雄武線（部份未完成） | 道道 - 北海道道410號雄武港線 - 北海道道883號宇津澤木線 |

## 觀光景點
- 風之丘
- 日之出岬

## 教育

### 高等學校
- 道立北海道雄武高等學校 （页面存档备份，存于）

### 中學校
- 雄武町立雄武中學校

### 小學校
| - 雄武町雄武小學校 - 雄武町立共榮小學校 - 雄武町立榮丘小學校 | - 雄武町立澤木小學校 - 雄武町立豐丘小學校 - 雄武町立幌內小學校 |

## 姊妹市・友好都市

### 日本
- 益子町（栃木縣芳賀郡）
- 武雄市（佐賀縣）

## 本地出身的名人
- 近藤肇：北海道放送播音員

## 外部連結
- （日語）雄武町觀光協會 （页面存档备份，存于）
- （日語）雄武町國民健康保險醫院
- （日語）雄武町商工會
- （日語）雄武町商工會青年部